# Vladimir Prelog
Vladimir Prelog (23.7.1906 – 7.01.1998) là nhà hóa học người Croatia nổi tiếng, đã đoạt Giải Nobel Hóa học năm 1975 chung với John Cornforth.

## Tiểu sử
Prelog sinh tại Sarajevo, Bosna và Hercegovina, thời đó thuộc Đế quốc Áo-Hung. Cha mẹ ông là người Croatia làm việc tại đây. Năm 1915, Prelog di chuyển về Zagreb (Croatia) cùng với gia đình. Ông học trường trung học ở Osijek và hoàn tất bậc trung học ở Zagreb, sau đó vào học đại học tại Praha và tốt nghiệp kỹ sư hóa học ở Học viện Công nghệ Séc năm 1929, dưới sự hướng dẫn của Emil Votoček. 
Sau khi đậu bằng tiến sĩ hóa học, ông vào làm việc trong phòng thí nghiệm của nhà máy G.J. Dríza ở Praha, phụ trách sản xuất các hóa chất hiếm mà thị trường thời đó không có. Lúc rảnh rỗi, ông tự nghiên cứu, bắt đầu từ ancaloit ở vỏ của cacao.

## Sự nghiệp

### Zagreb
Năm 1935, ông được mời tham gia Phân khoa Kỹ thuật (Tehnički Fakultet) của Đại học Zagreb làm giảng viên khoa hóa hữu cơ và kỹ thuật hóa học.
Với sự giúp đỡ của các cộng sự viên cùng các sinh viên, và sự tài trợ của nhà máy sản xuất dược phẩm "Kaštel" (nay là Pliva), ông bắt đầu ngiên cúu quinine và hợp chất của nó. Công trình cuối cùng dẫn tới việc sản xuất Streptazol - một trong các sulfonamide thương mại đầu tiên - mang lại một thành công về mặt tài chính.
Công trình khoa học ở đây đã thành công với sự tổng hợp đầu tiên chất adamantane, một hydrocarbon với một cấu trúc alicyclic bất thường, được phân lập từ các mỏ dầu ở Moravia.
Các kết quả nghiên cứu của Prelog đã được xuất bản trên các báo và tạp chí hóa học hàng đầu của châu Âu và khoa hóa hữu cơ phát triển ở Zagreb thời đó nổi tiếng khắp thế giới.

### Zürich
Năm 1941, ông nhận lời mời của Lavoslav Ružička và sang làm giảng viên cấp cao ở trường ETH Zürich, Thụy Sĩ, và cuối cùng trở thành giáo sư.
Prelog có thể tách các enantiomer chiral của base của Tröger năm 1944 bằng sắc ký trên một chất nền "quay vòng quang học" (optical rotation). Bằng sự dung giải chiral này, ông đã có thể chứng minh rằng không chỉ nguyên tử cacbon mà các nguyên tử nitơ cũng có thể là trung tâm chiral trong một phân tử, điều đã được dự đoán trong nhiều năm.
Sau khi Ružička nghỉ hưu vào năm 1957, Prelog đã nắm phòng thí nghiệm hóa hữu cơ, nơi ông mở rộng hoạt động của nó đến các lãnh vực khác thường: các hợp chất dị vòng, các ancaloit, các hợp chất alicyclic, và việc cô lập cùng nghiên cứu các hợp chất hóa sinh được tìm thấy với số lượng nhỏ trong các cơ thể động vật. Ông cũng nghiên cứu cấu trúc của các kháng sinh và hóa học lập thể của các phản ứng enzym.
Nghiên cứu của ông đã đóng góp vào việc giải thích cấu trúc của các steroid, triterpene, quinine, strychnine, solanine cùng các ancaloit khác, đưa ra cái gọi là quy định của Prelog, trong đó xác định các quan hệ cấu trúc hóa học giữa các chất phản ứng và các sản phẩm. Làm việc với Robert Cahn và Christopher Ingold, ông đã công thức hóa cái gọi là Quy luật Cahn–Ingold–Prelog, thường áp dụng trong hình học không gian.
Các tác phẩm khoa học của ông gồm hơn 400 công trình. Ông đã đào tạo nhiều thế hệ các nhà hóa học. Nhờ có ông và Ružička, Zürich đã trở thành một trong các trung tâm quan trọng nhất của ngành hóa hữu cơ hiện đại.

## Giải thưởng
- Prelog đoạt giải Nobel Hóa học năm 1975 cho công trình nghiên cứu trong lãnh vực hợp chất tự nhiên và hóa học lập thể, chung với John Cornforth.
- Năm 1986, ông trở thành viện sĩ danh dự của Viện Hàn lâm Khoa học và Nghệ thuật Croatia.

## Đời tư
Ông là ngời sống bằng nội tâm, ít thổ lộ tâm tình với người khác. Ông là một trong số 109 người đoạt giải Nobel đã ký tên vào "lời kêu gọi hòa bình" cho Croatia năm 1991.
Vladimir Prelog qua đời ở Zürich ở tuổi 91. Một bình tro hài cốt của ông đã được chon theo nghi thức long trọng tại nghĩa trang Mirogoj ở Zagreb ngày 27.9.2001. Năm 2008, một tượng đài kỷ niệm Prelog ở Praha đã được khánh thành.